# Hiéroglyphe égyptien A3
Le hiéroglyphe  égyptien A3 (homme assis pied gauche sur sa pointe) est classifié dans la section A « L'Homme et ses occupations » de la liste de Gardiner ; il y est noté A3.

## Représentation
Il représente un homme accroupi, en génuflexion mais le pied gauche sur sa pointe, fessier relevé, bras droit en équerre et bras gauche replié et en retrait.

## Utilisation
C'est un déterminatif des termes liés à l'action de s'asseoir et aux rangs sociaux élevés.
| A1 |

| A1 |

un homme assis, qui détermine les termes liés à l'homme et ses occupations.
| A17 |

| A17 |

| A17A |

| A17A |

| A17A |

| A17A |

| A17A |

| A17A |

un enfant assis doigt à la bouche, ou simplement un enfant assis,
| ms | s | A3 |

| ms | s | A3 |

| B4 |

| B4 |

| B4 |

| B4 |

une femme accouchant et trois peaux de renard.

## Exemples de mots
| aA · a | A | A3 |

| aA · a | A | A3 |

| N41 | s | t | A3 |

| N41 | s | t | A3 |

| N41 · z | A3 |

| N41 · z | A3 |